# Rociador de incêndios

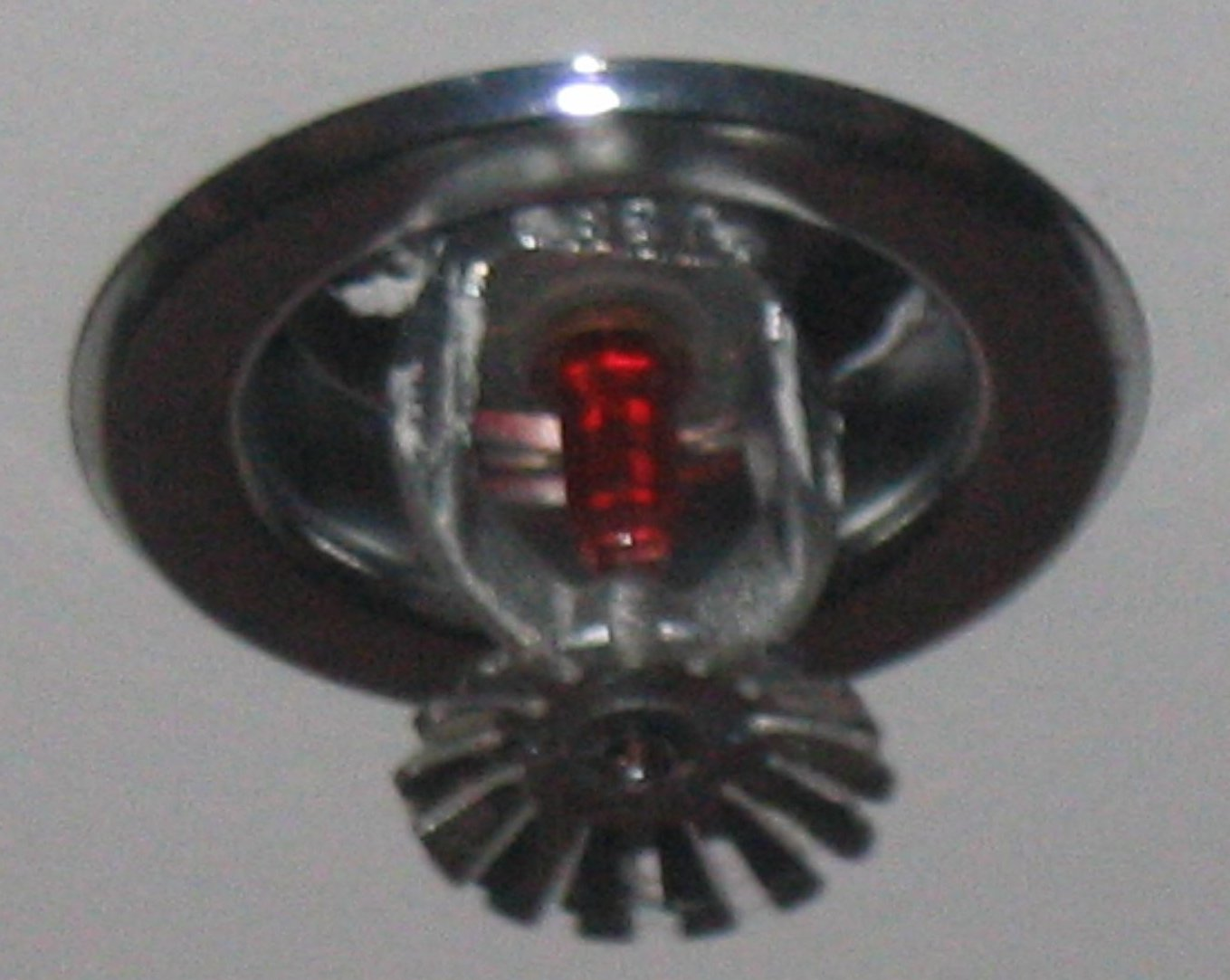
Uma cabeça de sprinkler.

Um rociador de incêndios (português europeu) ou chuveiro automático (português brasileiro) (em inglês sprinkler) é um dispositivo para a extinção de incêndios.
Consiste numa armadura, com um cano conectado a uma tubagem de água a pressão. A água pode ser fornecida de um tanque por meio de bombas ou da rede elétrica da cidade, desde que o fluxo seja suficiente para encher os canos. O cano se fecha com uma tampa sujeita por uma cápsula de vidro recheada de um líquido cujo ponto de ebulição é a uma temperatura determinada (temperatura de disparo), a qual está sujeita contra um dispersor. Quando se produz um incêndio, ferve o líquido e o vapor rompe a cápsula; a tampa salta, sai a água, e choca contra o dispersor aspergindo a zona incendiada. 
Existem outros automáticos, que em vez da cápsula estão conectados a um detector de incêndios o qual manda uma válvula automática que se abre quando o detector sabe de um fogo. Quando se extinguiu, o detector fecha a válvula e, se for o caso, a abriria de novo se o fogo se reaviva.
Os sistemas de rociadores se diferenciam dos de água pulverizada em que o elemento que dispersa a água nestes últimos é uma boquilha desenhada para brindar um ângulo de neblina (daí o nome de pulverizada) que varia em função da aplicação que se lhe queira dar ao sistema de água pulverizada. O uso mais comum destes sistemas de água pulverizada é o esfriamento das paredes de um tanque de armazenamento de líquidos inflamáveis, devido a que são menos custosos e mais fáceis de manter do que um sistema de rociadores, que ademais não correspondem ao padrão de dispersão de água requerido por tais instalações.